# مبرهنة البواقي
في الجبر ، مبرهنة البواقي (Remainder theorem) أو مبرهنة بيزو الصغيرة (سميت على اسم إيتيان بيزو )  هي تطبيق للقسمة الإقليدية لمتعددات الحدود . وتنص على أنه لكل عدد {\displaystyle r} ,أي دالة متعددة الحدود {\displaystyle f(x)} تساوي حاصل جمع {\displaystyle f(r)} مع جداء {\displaystyle x-r} من متعددة حدود في {\displaystyle x} ذات درجة أقل من درجة {\displaystyle f} وحاصل القسمة بشكل خاص، {\displaystyle f(r)} هو باقي القسمة الاقليدية للدالة {\displaystyle f(x)} على {\displaystyle x-r}
و {\displaystyle x-r} هو المقسوم عليه للدالة {\displaystyle f(x)} إذا وفقط إذا {\displaystyle f(r)=0,}  ضمن حالة خاصة تعرف بمبرهنة قابلية القسمة في الجبر..

## أمثلة

### المثال الأول
لتكن {\displaystyle f(x)=x^{3}-12x^{2}-42} . عن طريق تقسيم متعددة الحدود {\displaystyle f(x)} بواسطة {\displaystyle (x-3)} يتم الحصول على ناتج قسمة يساوي {\displaystyle x^{2}-9x-27} والباقي {\displaystyle -123} . لذلك {\displaystyle f(3)=-123} .

### المثال الثاني
هذا اثبات أن مبرهنة البواقي تنطبق على متعدد الحدود التعسفي من الدرجة الثانية {\displaystyle f(x)=ax^{2}+bx+c} عن طريق معالجة التعبير:{\displaystyle {\begin{aligned}f(x)-f(r)&=ax^{2}+bx+c-(ar^{2}+br+c)\\&=a(x^{2}-r^{2})+b(x-r)\\&=a(x-r)(x+r)+b(x-r)\\&=(x-r)(ax+ar+b)\end{aligned}}}لذا{\displaystyle f(x)=(x-r)(ax+ar+b)+f(r)}وهي بالضبط صيغة القسمة الإقليدية.
ويرد أدناه تعميم هذا البرهان إلى أي درجة في § برهان مباشر.

## البراهين

### باستخدام القسمة الإقليدية
تتبع مبرهنة البواقي من مبرهنة القسمة الإقليدية ، والتي، بالنظر إلى متعددتي الحدود f(x) (المقسوم) و g(x) (المقسوم عليه)، تؤكد وجود (وتفرد) حاصل القسمة Q(x) والباقي R(x), كما هو موضح :
{\displaystyle f(x)=Q(x)g(x)+R(x)\quad {\text{and}}\quad R(x)=0\ {\text{ or }}\deg(R)<\deg(g).}
إذا كان المقسوم عليه {\displaystyle g(x)=x-r,} حيث r عدد ثابت، فإما R(x) = 0 أو درجته صفر؛ في كلتا الحالتين، R(x) هو عدد ثابت مستقل عن x ؛ إنه
{\displaystyle f(x)=Q(x)(x-r)+R.}
بتعويض {\displaystyle x=r} في هذه الصيغة نحصل على:
{\displaystyle f(r)=R.}

### برهان مباشر
يستخدم البرهان البناء — الذي لا يتضمن مبرهنة القسمة الإقليدية — المتطابقة
{\displaystyle x^{k}-r^{k}=(x-r)(x^{k-1}+x^{k-2}r+\dots +xr^{k-2}+r^{k-1}).}
إذا كان {\displaystyle S_{k}} يدل على العامل الكبير في الجانب الأيمن من هذه المتطابقة، و
{\displaystyle f(x)=a_{n}x^{n}+a_{n-1}x^{n-1}+\cdots +a_{1}x+a_{0},}
بالإمكان
{\displaystyle f(x)-f(r)=(x-r)(a_{n}S_{n}+\cdots +a_{2}S_{2}+a_{1}),}
(بما أن {\displaystyle S_{1}=1} ).
بإضافة {\displaystyle f(r)} في كلا طرفي هذه المعادلة، نحصل بشكل تلقائي على مبرهنة البواقي والقسم الموجود من مبرهنة القسمة الإقليدية لهذه الحالة الخاصة.

## التطبيقات
يمكن استخدام مبرهنة البواقي لإيجاد قيمة {\displaystyle f(r)} عن طريق حساب الباقي {\displaystyle R} . على الرغم من أن القسمة الطويلة لمتعددات الحدود أكثر صعوبة من إيجاد القيمة عن طريق الدالة نفسها، إلا أن القسمة التركيبية أسهل من الناحية الحسابية. وبالتالي، قد يتم إيجاد قيمة للدالة "بطريقة أيسر" باستخدام القسمة التركيبية ومبرهنة البواقي.
مبرهنة قابلية القسمة في الجبر هي تطبيق آخر لمبرهنة البواقي: إذا كان الباقي صفرًا، فإن المقسوم عليه الخطي هو عامل. إعادة تكرار مبرهنة قابلية القسمة قد تستخدم لتفكيك متعددات الحدود. 